# Павлівка (Самбірський район)
Павлі́вка —  село в Україні, у Самбірському районі Львівської області. Населення становить 3 особи. Орган місцевого самоврядування - Хирівська міська рада.
Фактично є майже  не заселеним хутором, куди інколи приїжджають дачники.